# Associazione Calcio Trento 1977-1978
Questa voce raccoglie le informazioni riguardanti l'Associazione Calcio Trento nelle competizioni ufficiali della stagione 1977-1978.

## Rosa
| N. |                   | Ruolo | Calciatore       |
| -- | ----------------- | ----- | ---------------- |
|    | Italia (bandiera) | C     | Tullio Andreatta |
|    | Italia (bandiera) | A     | Walter Ballarin  |
|    | Italia (bandiera) |       | Bonami           |
|    | Italia (bandiera) | P     | Giorgio Caliari  |
|    | Italia (bandiera) | D     | Sergio Codognato |
|    | Italia (bandiera) | D     | Walter Dal Dosso |
|    | Italia (bandiera) | D     | Renato Damonti   |
|    | Italia (bandiera) | D     | Bruno Divina     |
|    | Italia (bandiera) | D     | Mauro Joriatti   |
|    | Italia (bandiera) | D     | Paolo Leban      |

| N. |                   | Ruolo | Calciatore              |
| -- | ----------------- | ----- | ----------------------- |
|    | Italia (bandiera) | A     | Pier Giorgio Lutterotti |
|    | Italia (bandiera) | P     | Günther Maier           |
|    | Italia (bandiera) | A     | Federico Norbiato       |
|    | Italia (bandiera) | C     | Fabio Sala              |
|    | Italia (bandiera) | C     | Giuseppe Sannino        |
|    | Italia (bandiera) | D     | Graziano Scremin        |
|    | Italia (bandiera) | C     | Giovanni Sgarbossa      |
|    | Italia (bandiera) | A     | Giorgio Telch           |
|    | Italia (bandiera) | P     | Luciano Zamparo         |